# Nikos Nikolaïdis
Pour les articles homonymes, voir Nikolaïdis.
Nikos Nikolaïdis était un cinéaste et romancier grec né le 25 octobre 1939 à Athènes et décédé le 5 septembre 2007.
Il fit des études de cinéma à l'institut Stavrakos d'Athènes et dans une école privée d'art.
Il était l'auteur dans les années 1980 de films noirs devenus culte en Grèce, est décédé à 67 ans d'une infection pulmonaire à Athènes. À partir de 1970, il vécut avec Marie-Louise Bartholomew avec qui il eut deux enfants. Elle était aussi la productrice de ses huit films et de 200 de ses publicités.
Il fut primé à cinq reprises au Festival international du film de Thessalonique.
La cinémathèque de Grèce lui rend hommage fin mai 2011 en projetant l'intégrale de ses huit films.

## Filmographie
- 1962 : Lacrima rerum, court métrage
- 1968 : Sans condition, court métrage
- 1975 : Ευρυδίκη Β.Α. 2037 (Eurydice 2037)
- 1979 : Les Misérables chantent encore
- 1983 : Tendre Gang
- 1987 : Morning Patrol (Πρωϊνή Περίπολος)
- 1989 : Singapore Sling
- 1993 : La Fille aux valises, téléfilm
- 1999 : Θα σε δω στην κόλαση αγάπη μου (Je te reverrai en enfer, mon amour)
- 2003 : Ο Χαμένος Τα Παίρνει Όλα (Le Perdant emporte tout)
- 2005 : Les Années zéro

## Romans
- Le Profanateur de sépultures
- Le Balkanique en colère